# Салдум
Археолошко налазиште Салдум налази се у атару села Добра код Голупца, Србија.
Остаци утврђења Салдум из римског и рановизантијског доба, се налазе на левој обали потока Кожица, код његовог ушћа у реку Дунав, 4 км низводно од насеља Добра. Потез је био благо уздигнут, а мештани су га називали још и „Градац“. 
Археолошка ископавања локалитета обављена су у периоду од 1967. до 1970. године, када је утврђење делимично истражено. Имало је основу димензија 43,5 х 31,2 m у облику неправилног правоугаоника, са четири куле на угловима, од којих су три биле кружне основе, а четврта, североисточна у облику мање једнобродне цркве са полукружном апсидом на истоку. 
Нема довољно поузданих елемената да се утврди када је Салдум основан, али је сигурно прво утврђење било од земље и палисад, а затим је имало још три фазе од којих је последња из времена велике обнове у доба Јустинијана (527—565). После ове обнове је потпуно напуштено. У долини потока Кожица, недалеко од Салдума, откривени су остаци преградних зидова (клаузура), укупне дужине око 400 m, којима је додатно обезбеђивана долина потока од могућих непријатељских упада. 
Изградњом ХЕ Ђердап и подизањем нивоа Дунава, читав локалитет је потопљен.